# Aeridinae
Aeridinae (ранее Sarcanthinae, Vandinae) — подтриба трибы Вандовые подсемейства Эпидендровые семейства Орхидные.
Название подтрибы образовано от названия типового рода подтрибы — Эридес (Aerides) (др.-греч. ἀήρ — воздух, εἶδος — вид, внешность; название рода объясняется эпифитным, «воздушным» ростом растения).

## Биологическое описание
Моноподиальные растения, псевдобульб не образуют.
Стебель травянистый или одревесневающий, иногда лиановидный, тонкий. Листья дупликатные, кондупликатные, иногда латерально сжатые или продольно сложенные, двурядно расположенные, иногда суккулентные, утолщённые или цилиндрические, изредка полностью редуцированы, а фотосинтетическая функция переходит к уплощённым зелёным корням.
Соцветие боковое: простая или ветвящаяся, иногда укороченная, головковидная кисть; реже соцветие одноцветковое. Цветки спирально, двурядно или однобоко расположенные, по величине от маленьких до крупных. Листочки околоцветника большей частью свободные; губа обычно сложного строения, с многочисленными выростами, нередко в основании с мешковидным шпорцем, который имеет внутри разнообразные утолщения и перегородки. Колонка с цельным погруженным рыльцем. Пыльник терминальный, в виде крышечки — оперкулома, свободно лежащей на верхушке колонки. Поллинии в числе 2-4, с развитой, иногда сложно устроенной тегулой и прилипальцем.

## Распространение
Азия и Африка.
Эпифиты, реже литофиты и наземные растения.

## Систематика
По системе Роберта Л. Дресслера подтриба Aeridinae включает около 1000 видов, 103 родов и более 200 гибридных родов. Подтрибу принято делить на 4 альянса:
- Альянс Phalaenopsis
  - Роды: Aerides, Chiloschista, Doritis, Phalaenopsis, Paraphalaenopsis, Rhynchostylis, Sarcochilus
- Альянс Vanda
  - Роды: Adenoncos, Arachnis, Ascocentrum, Ascoglossum, Euanthe, Luisia, Renanthera, Vanda, Vandopsis
- Альянс Trichoglottis
  - Роды: Abdominea, Acampe, Amesiella, Cleisostoma, Gastrochilus, Neofinetia, Robiquetia, Trichoglottis
- Гибриды
  - Роды: Aeridovanda, Aranda, Ascocenda, Ascofinetia, Asconopsis, Christieara, Doritaenopsis, Opsistylis, Perreiraara, Renanstylis, Renantanda, Renanthopsis, Rhynchovanda, Vandaenopsis, Vascostylis